# 제7회 베네치아 국제 영화제 (1939년)
제7회 베네치아 국제 영화제는 1939년 8월 8일부터 9월 1일까지 이탈리아 베니치아에서 열린 시상식이다. 제7회는 파시스트 정권의 영향을 강하게 받았으며 미국에서는 불참했다. 무솔리니 컵은 역사 영화 '메시아 아부나'가 수상했지만, 다른 주요 상은 수여되지 않았다.

## 수상 및 후보

### 황금사자상
- 메시아 아부나 - 고프레도 알레산드리니 수상